# Booker T. Washington National Monument
Booker T. Washington Nationaal Monument is een nationaal monument van de Verenigde Staten dat beheerd wordt door de National Park Service, gelegen in Franklin County, Virginia nabij Hardy, ongeveer 40 kilometer ten zuidoosten van Roanoke.
De eenheid onderhoudt delen van de 0,90 km² grote tabaksplantage waar de Afro-Amerikaanse pedagoog en schrijver Booker T. Washington (1856-1915) geboren werd.
Het terrein werd op 2 april 1956 officieel tot een nationaal park verklaard, drie dagen voor de honderdste geboortedag van Booker T. Washington. Tegenwoordig is het belangrijkste deel van het park gewijd aan de geschiedenis van de slavernij in de Verenigde Staten.